# 駒止湖
駒止湖（こまどめこ）は、北海道河東郡鹿追町にある湖である。西小沼（にしこぬま）とも呼ばれる。自然環境が保たれており、大雪山国立公園に指定されている。
駒止湖は然別湖の南端付近にある小さな湖で、然別火山群の噴火で形成された爆裂火口でもある。
これは至近の東雲湖も同じである。同火山群の溶岩ドームの西ヌプカウシヌプリと東ヌプカウシヌプリに囲まれるような場所にある。
名称はアイヌ語で「オッチシトウ」(女のすすり泣きが聞こえるような沼)に由来する。周囲にエゾナキウサギが生息することで知られている。 
道道85号が湖の西岸を通るためアクセスは容易であるが、駐車場は設けられてはいない。

## 周辺
- 然別湖
- 東雲湖
- 東ヌプカウシヌプリ
- 白雲山
- 然別湖畔温泉